# Ulrich II de Wurtemberg
Pour les articles homonymes, voir Ulrich de Wurtemberg.
Ulrich II de Wurtemberg (1253-1279), succéda en 1265 à son père Ulrich Ier de Wurtemberg comme comte de Wurtemberg et comte d'Urach. Il mourut sans descendant mâle. Ses états revinrent à son frère Eberhard Ier de Wurtemberg.